# António Veloso
Pour les articles homonymes, voir Veloso.
António Augusto da Silva Veloso, plus couramment appelé Veloso, est un footballeur portugais né le 31 janvier 1957.

## Biographie

### En club
Il fait l’essentiel de sa carrière au SL Benfica. Défenseur tenace il est le second joueur à être resté le plus longtemps au club derrière Nené, il peut jouer à tous les postes de la zone arrière bien que sa spécialité est le poste de défenseur droit. 
Il est aussi connu pour avoir raté le tir au but décisif qui donne la victoire au PSV Eindhoven lors de la finale de la Coupe des clubs champions européens 1987-1988.

### En sélection
Il est international entre 1981 et 1994 (40 matchs pour aucun but) et participe à l'Euro 1984 en France.

### Vie privée
Il est le père de Miguel Veloso, lui aussi devenu joueur professionnel et international portugais.

## Palmarès
- Champion du Portugal (7) : 1981, 1983, 1984, 1985, 1987, 1989, 1991, 1994
- Vainqueur de la Coupe du Portugal (6) : 1980, 1983, 1985, 1986, 1987, 1992
- Vainqueur de la Supercoupe du Portugal (3): 1981, 1986, 1990

- Finaliste de la Coupe des Clubs champions européens (2) : 1988 et 1990

- Finaliste de la Coupe de l’UEFA (1) : 1983

- Vainqueur de la Coupe ibérique (1) : 1983